# Σ
Sigma (maiúscula Σ, minúsculas σ ou ς; em grego:  σίγμα, transl.: sígma) é a décima oitava letra do alfabeto grego e que corresponde, no alfabeto latino, ao S. No sistema numérico grego, tem o valor 200. Quando usada no final de uma palavra (contanto que a palavra não esteja em maiúsculas) a forma minúscula final (ς) é usada.
Numa prática similar ao faux cirílico, sigmas maiúsculas são usadas no lugar de "E" romanos, para dar um aspecto grego a títulos ou texto, por exemplo, no filme My Big Fat GRΣΣK Wedding. Nas histórias em quadrinhos (banda desenhada) Asterix, o Gaulês, as falas dos personagens gregos utilizam deste expediente. No entanto, a similaridade entre Σ e E é apenas superficial.
Nas formas orientais da escrita grega (usada em colônias gregas na Europa) e na Idade Média, o "sigma crescente", Ϲ, similar a uma letra C, era eventualmente usado. Pode eventualmente ser encontrado em inscrições nas igrejas ortodoxas gregas onde, por exemplo, a interpretação da criação de Deus pode ser descrita pela palavra ΚΟϹΜΟϹ (cosmos), enquanto a forma moderna da escrita grega seria ΚΟΣΜΟΣ.
A letra Σ é usada na matemática, como símbolo de um somatório (somas definidas em alguma sequência, como uma progressão aritmética), ou de variáveis estatísticas. Assim como a letra minúscula de sigma σ representa Desvio Padrão.
A letra Σ é usada como símbolo do integralismo brasileiro, sendo o antigo símbolo da AIB (Ação Integralista Brasileira), um partido político formado em 7 de outubro de 1932 durante o governo de Getúlio Vargas, e atualmente utilizado pela Frente Integralista Brasileira.
A letra σ (sigma minúsculo) representa a operação de Seleção em Álgebra relacional.

## Classificação
- Alfabeto = Alfabeto grego
- Fonética = /Se/, Letras S ou C, Acentuação com Letras Ç Ş, Dígrafos SC XC SS